# Emilia Dragieva
Emilia Dragieva (Bulgaria, 11 de enero de 1965) es una atleta búlgara retirada especializada en la prueba de salto de altura, en la que consiguió ser medallista de bronce mundial en pista cubierta en 1987.

## Carrera deportiva
En el Campeonato Mundial de Atletismo en Pista Cubierta de 1987 ganó la medalla de bronce en el salto de altura, con un salto por encima de 2.00 metros, tras su paisana búlgara Stefka Kostadinova (oro con 2.05 metros) y la alemana Susanne Beyer (plata con 2.02 metros).